# Copidognathus
Copidognathus (лат.) — род морских тромбидиформных клещей семейства Halacaridae из надотряда Acariformes.

## Описание
Морские клещи микроскопических размеров. Длина тела от 180 мкм до 700 мкм. Дорсальный и вентральный щитки крупные.  Пальпы состоят из четырёх сегментов. Рострум длиннее своей ширины. Из четырех пар ног две передние обращены вперед, а две — назад. Относительно короткие ноги имеют шесть сегментов. Тело слабо склеротизовано. Дорзум с 6 парами щетинок. Род
космополитный. Обитают от берегов до глубин морей. Copidognathus встречается в широком диапазоне
субстратов, в песке, гравии, коралловых обломках, густых водорослях, колониальные организмы, а также среди жабр и яиц десятиногих ракообразных. Несколько видов живут в пресной воде.

## Классификация
Включает около 400 видов. Род входит в состав подсемейства Copidognathinae Bartsch, 1983.
- Copidognathus anops
- Copidognathus bituberosus
- Copidognathus brevirostris
- Copidognathus bruuni
- Copidognathus corneatus
- Copidognathus cristatus
- Copidognathus crusoei
- Copidognathus cumberlandi
- Copidognathus dentatus
- Copidognathus fabricii
- Copidognathus felicis
- Copidognathus fernandezi
- Copidognathus gibbus
- Copidognathus gracilipes
- Copidognathus granulatus
- Copidognathus hartwigi
- Copidognathus lamellosus
- Copidognathus latisetus
- Copidognathus latus
- Copidognathus loricifer
- Copidognathus magnipalpus
- Copidognathus oculatus
- Copidognathus pasticus
- Copidognathus pseudosetosus
- Copidognathus remipes
- Copidognathus reticulatus
- Copidognathus rhodostigma
- Copidognathus septentrionalis
- Copidognathus sinuosus
- Copidognathus stevcici
- Copidognathus subgibbus
- Copidognathus tectirostris
- Copidognathus triton
- Copidognathus uniareolatus
- другие виды